# Josef Wurmheller
Josef „Sepp“ Wurmheller (* 4. Mai 1917 in Hausham; † 22. Juni 1944 bei Alençon, Nordfrankreich) war ein deutscher Luftwaffenoffizier und Jagdflieger im Zweiten Weltkrieg.

## Militärische Laufbahn
Im Jahr 1935 trat Wurmheller der Wehrmacht bei und wechselte 1937 zur Luftwaffe und absolvierte dort aufgrund seiner Vorerfahrungen im Segelflug eine Ausbildung zum Flugzeugführer. Im September 1939 wurde er der I. Gruppe des Jagdgeschwaders 53 zugeteilt, wo er am 30. September 1939 seinen ersten Luftsieg errang. Anschließend fungierte er von November 1939 bis Juni 1940 als Flugtaktiklehrer an einer Flugzeugführerschule. Nach der Rückkehr zu seinem Geschwader erlebte er in selbigem die Luftschlacht um England. Dabei wurde Wurmheller zweimal über dem Ärmelkanal von britischen Jägern abgeschossen, zuletzt am 23. November 1940. Nach seiner Rettung durch ein deutsches Suchboot lag er bis März 1941 in einem Hospital, um sich von seinen Verletzungen zu erholen. Bis zur Verlegung des Geschwaders an die Ostfront im Juni 1941 erhöhte Wurmheller die Zahl seiner Luftsiege auf insgesamt 19.
Im Juli 1941 kehrte Wurmheller nach Nordfrankreich zurück und wurde der III. Gruppe des Jagdgeschwaders 2 zugeteilt. Hier wurde ihm am 4. September 1941 im Range eines Oberfeldwebels für nunmehr 24 Luftsiege das Ritterkreuz des Eisernen Kreuzes verliehen. Allein im Mai 1942 gelangen ihm zehn Luftsiege. Im Folgemonat betrug deren Zahl zwölf. Am 19. August 1942 gelangen ihm, trotz Beinbruch und Gehirnerschütterung, bei Dieppe weitere sieben Luftsiege. Am 13. November 1942 wurde ihm für seinen 60. Luftsieg, nunmehr im Range eines Leutnants, das Eichenlaub zum Ritterkreuz verliehen. Im April 1943 stieg Wurmheller zum Staffelkapitän der 9. Staffel des JG 2 auf. Ab dem 8. Juni 1944 fungierte er dann als Kommandeur der III. Gruppe dieses Geschwaders.

## Tod

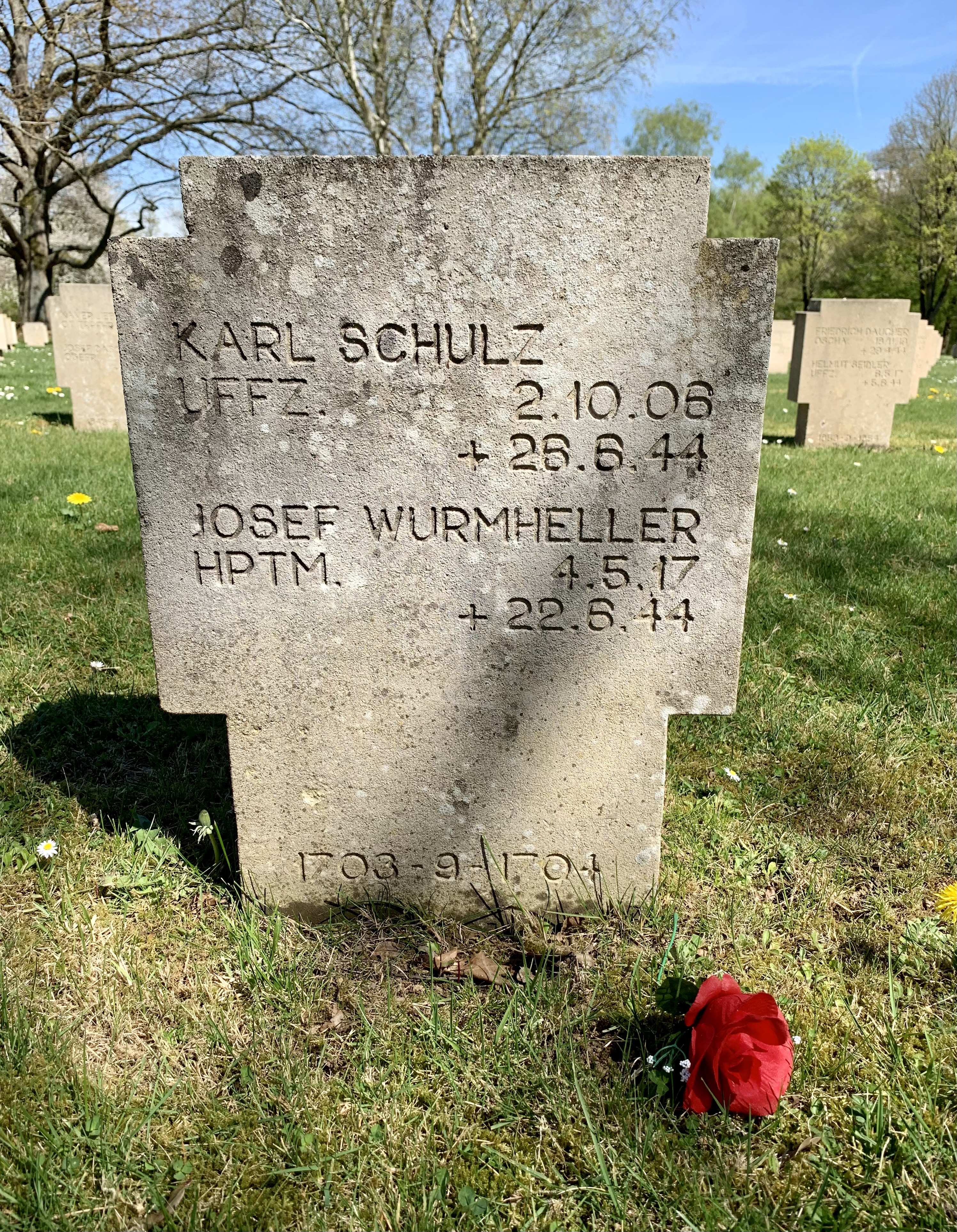
Grab in Champigny-Saint-André

Am 22. Juni 1944 kollidierte Wurmheller mit seiner Focke-Wulf Fw 190 A-6 bei Alençon mit seinem Rottenflieger und starb beim Absturz mit Aufschlagbrand des Jagdflugzeuges. Postum wurde er am 24. Oktober 1944 mit den Schwertern zum Ritterkreuz ausgezeichnet. Insgesamt erzielte Wurmheller 102 Luftsiege, davon mindestens zwölf gegen viermotorige Bomber und neun an der Ostfront.

## Auszeichnungen
- Verwundetenabzeichen (1939) in Schwarz
- Frontflugspange für Tagjäger in Gold mit Anhängerzahl 400
- Flugzeugführer- und Beobachterabzeichen
- Ehrenpokal für besondere Leistung im Luftkrieg
- Deutsches Kreuz in Gold am 21. August 1942
- Eisernes Kreuz (1939) II. und I. Klasse
- Ritterkreuz des Eisernen Kreuzes
  - Ritterkreuz am 4. September 1941
  - Eichenlaub am 13. November 1942 (146. Verleihung)
  - Schwerter am 24. Oktober 1944 (108. Verleihung)